# Oedothorax sexoculorum
Oedothorax sexoculorum – gatunek pająka z rodziny osnuwikowatych.
Gatunek ten opisany został w 1998 roku przez Andrieja Tanasiewicza na podstawie pojedynczego samca odłowionego w 1983 roku z użyciem lejka Berlesa.
Pająk o ciele długości 2 mm. Karapaks ma 0,98 mm długości, 0,68 mm szerokości, jasnobrązową barwę z szerokim, ciemnym pierścieniem oraz tylko trzy pary funkcjonalnych oczu, gdyż przednio-środkowa para nakryta jest wyniosłością głowową. Aparat kopulacyjny na nogogłaszczkach cechuje wydłużona i pozbawiona łopatkowatej apofizy część emboliczna oraz wydłużona i spiczasto zakończona apofiza suprategularna. Odnóża są jasnobrązowe. Opistosoma ma 1,08 mm długości i 0,65 mm szerokości.
Gatunek himalajski, znany tylko z Nepalu, z dystryktu Terhathum. Pozyskano go w lesie mieszanym na wysokości między 2450 a 2850 m n.p.m..